# Balangandãs

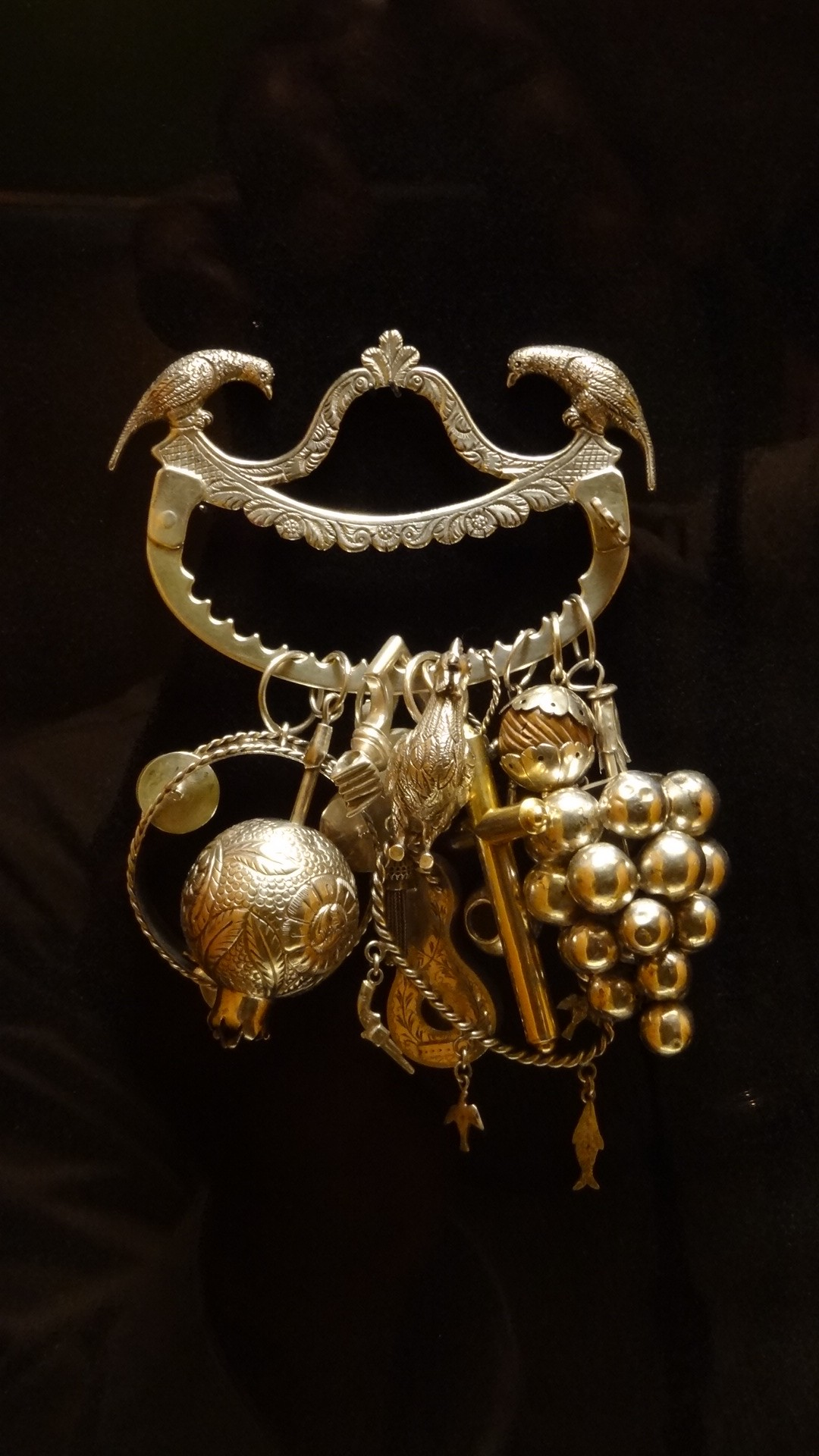
PENCA E BALANGANDÃS Prata e Madeira. Séc. XVIII Bahia

As pencas de balangandãs são joias crioulas dos século XVIII-XIX que são consideradas um patrimônio da Bahia e da cultura afro-brasileira. Essas joias são artefatos que marcam a resistência negra contra o regime escravocrata, porque foram uma das manifestações artísticas afro-descendentes mais antigas no país. Essa jóia, por ser uma peça híbrida, possui aspectos africanos e portugueses, era produzida e confeccionada no Brasil e possui uma sonoridade parecida com um chocalho. Elas eram de uso cotidiano e eram consideradas amuletos e talismãs, usados para atrair saúde, amor e sorte por exemplo, para devoção de alguma crença, votação e evocação. Sua origem é desconhecida, possivelmente na Bahia, mas não se limitou a esta região, e é muito atribuída aos negros malês que trabalhavam com a fundição dos metais. Com isso, a cultura crioula no Brasil marcou a fabricação e a técnica do trabalho com metais, o que gerou um grande impacto do design de joias brasileiras.
A palavra balangandã tem origem banto e possui diferentes significados, mas o mais aceito é um vocábulo oriundo do regionalismo no Brasil e onomatopaico, uma forma de representação que evoca o seu objeto por semelhança sonora, numa relação icônica, ou seja, uma palavra originária da imitação do som daquilo que representa.

## Contexto Histórico

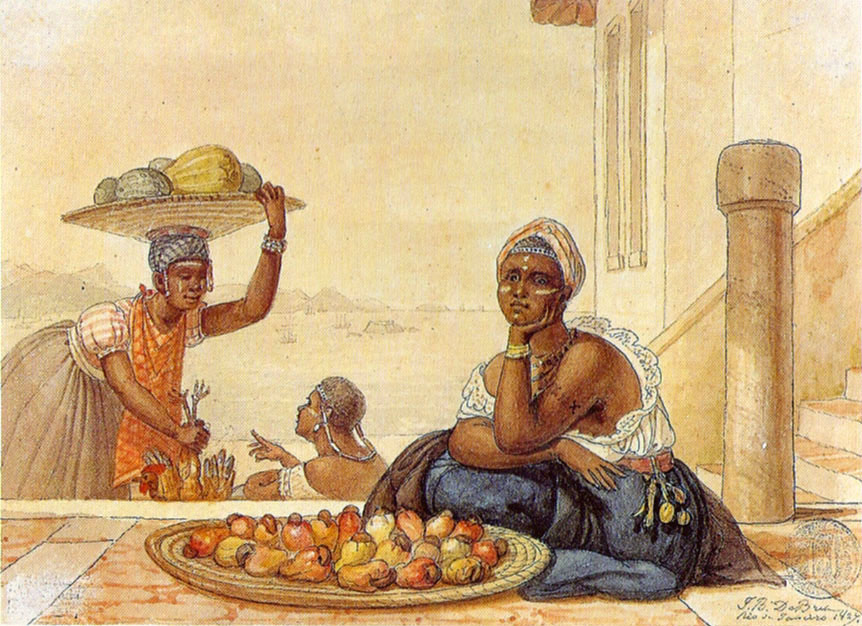
Aquarela de Debret mostrando Balangandã sendo usado por uma mulher, em sua cintura, no século XIX

Foi em 1763, final do século XVIII que a Bahia deixou de ser a sede da administração colonial, mas apesar disso o estado ainda possuía uma grande influência na política, na economia e na cultura brasileira. Salvador, tinha um comércio muito forte e um dos principais produtos era a mão-de-obra escrava. No Brasil escravocrata, os trabalhos artesanais e manufatureiros eram de responsabilidade dos escravos, pois não era considerado digno que que uma pessoa rica e com posses fizesse algum tipo de trabalho que exigisse esforço físico. Nesse contexto, a população da cidade era predominantemente negra e por conta disso ocorriam muitas revoltas e rebeliões contra o regime e em favor do movimento abolicionista. No dia 13 de maio de 1888 foi assinada pela Princesa Isabel a Lei Áurea, que aboliu a escravidão no Brasil, mas mesmo depois de libertadas, as pessoas negras continuaram como prestadoras de trabalhos e funções em Salvador, sem ser bem remuneradas, como vendedoras ambulantes ou prestadoras de serviços. Por conta disso, desde esse período, já era possível notar, por meio das pinturas de Debret, a presença dos balangandãs nas cinturas das mulheres.

### Balangandãs na Bahia escravocrata
Os balangandãs eram usados como amuletos, pois cada penduricalho nele vai conforme a devoção da pessoa que utiliza, mas diferente de outros amuletos que eram usados escondidos pela população negra, o balangandã era feito para ser exibido. Naquele tempo era proibido qualquer culto não católico, e os balangandãs eram usados como uma espécie de porto seguro, com a finalidade de salvaguardar memórias simbólicas de algumas tradições africanas.

## Balangandãs no século XXI
Os balangandãs nunca deixaram de ser confeccionados, sendo uma jóia ainda vendida e usada em Salvador na contemporaneidade. Estas joias podem ter diferentes significados, como um objeto do cotidiano baiano ou um souvenir. Alguns objetos, como guias e imagens de orixás, que antes pertenciam a ritos das religiões de matriz africana, como candomblé e umbanda, passaram a ser vendidos apenas pela beleza da peça, e isso, também aconteceu com os balangandãs. Outra mudança que também ocorreu foi o material do qual os balangandãs são confeccionados, antigamente eram feitos a partir de ouro ou prata, mas, devido ao custo e a pouca busca, os balangandãs passaram a ser pouco comercializados como joias e mais como símbolo cultural. As peças iniciais eram utilizadas na cintura e atualmente podem ser vistas como broches e pingente de colares.

## Conteúdo dos Balangandãs
Os balangandãs são constituídos por diversos penduricalhos/pingentes, e cada um deles representa uma coisa, tem um objetivo e uma devoção:
- Pão de Angola: símbolo de que a pessoa terá uma longa vida.
- Corrente: Representa a escravidão e tem o objetivo de afastar inveja e doenças.
- Romã: Representa o ser humano e a fecundidade.
- Pomba: Representa os santos mártires e é de devoção cristã.
- Ferradura: Representa a felicidade e tem o objetivo de trazer sorte.
- Sol: Oxumarê – Orixá do arco-íris e chuva.
- Cabaça: Cosme e Damião – Recipiente que era usado para a retenção de água pelos escravos.
- Caranguejo: Omolú – Orixá da doença e das curas.
- Lua, Arco e Flecha: Oxóssi – Orixá do conhecimento, da caça e rei das matas.
- Machado duplo ou caju: Xangô – Orixá da Justiça que domina os raios e os trovões.
- Espada: Iansã – Orixá dos ventos e tempestades.
- Cajado: Oxalá – Orixá da vida, considerado como pai de todos, criador dos seres humanos e do mundo.
- Peixe: Yemanjá – Orixá dos mares e das águas salgadas.
- Uvas ou Leque: Oxum – Orixá rainha da água doce, dona dos rios e cachoeiras, deusa do amor e do ouro e senhora das emoções.